# 田口りえ
田口 りえ（たぐち りえ、1978年12月14日 - ）は、日本のタレント。旧芸名は田口 理恵（たぐちりえ）。
茨城県出身。以前はヘリンボーンに所属していた。
血液型A型。身長160cm。

## 略歴・人物
- 1997年、テレビ番組『ASAYAN』（テレビ東京）のデビュー予備軍“AIS”メンバーであった、大櫛エリカと片桐華子とともに、3人組ユニット「Say a Little Prayer」としてデビュー。デビューシングルを２日間で１万枚完売した後、10枚のリリース、1999年解散。
- 2001年マキシシングル「リトルガール」でソロデビュー。
- 2005年アーティスト名を""TAO""と改名し、06年初のミニアルバム「ネガティブ」をリリース。
- 音楽、ドラマ、映画、モデルと多方面で活動した後、モデル事務所デュアリズム・マネージメントへ移籍。
- 自身のデザインによるアクセサリーブランド""Lourdes""を立ち上げる。
- 後にヘリンボーンへ移籍。同時に田口りえと改名し、CM・ナレーションなどで活動。
- 2013年7月に個人事務所Hina Matsuriを設立し、独立。自ら代表取締役を務める。
- 趣味はアニメ鑑賞、ランニング、ゴルフ。姉が1人いる[2]。

## リリース

### シングル
| リリース日    | タイトル                           | 収録内容                                                   | 備考 |
| ------------- | ---------------------------------- | ---------------------------------------------------------- | --- |
| 2001年2月9日  | Little Girl                        | 1. Little Girl 2. 夕暮れのうた 3. レモン                   | - ソロデビューシングル - CD-EXTRA仕様                                                                       |
| 2001年12月6日 | Raspberry Dream to next generation | 1. Rasperry Dream to next generation 2. 南口 3. ラブノナカ | - TBS系ドラマ「バトルファミリー」テーマ曲。 - レベッカの「Raspberry Dream」の歌詞を変えたものとなっている。 |

### アルバム
| リリース日    | タイトル   | 収録曲数 | 備考 |
| ------------- | ---------- | -------- | --- |
| 2001年3月16日 | RIE        | 10       | eternal / 金曜日のドライブ / ハル / Little Girl / one girl / 夕暮れのうた / VIRGINITY / puff / レモン / you |
| 2005年9月28日 | ネガティブ | 5        | 『TAO』名義                                                                                                 |

## 出演

### 映画
- 溺れる魚（2001年、東映、監督：堤幸彦） - 由美 役

### テレビドラマ
- つぐみへ…〜小さな命を忘れない〜（テレビ朝日）
- Pure Soul～君が僕を忘れても～（2001年、読売テレビ） - 杉浦梨果 役
- ハンドク!!!（2001年、TBS） - レギュラー　山口ももこ 役
- ドゥニチラブ〜週末シェアリング（KBS京都） - 主演：琴美 役
- 警視庁失踪人捜査課 第3話（2010年、朝日放送/テレビ朝日） - 平山理絵 役

### テレビ番組
- saku saku morning call（1998年4月6日 - 1999年4月2日、テレビ神奈川）

### ラジオ番組
- オールナイトニッポンR Say a Little Prayer 田口理恵の「東海道中ネコ栗毛」（ニッポン放送）

### CM
- 森永乳業「スイスエミー 果実頃」
- SUZUTAN/花王「Will」
- CASIO「光ナビゲーションキーボード」
- au関西
- ロート製薬「リシーナ」

### CMナレーション
- 日本コカ・コーラ「爽健美茶」
- 三菱自動車工業「COLT」
- コパトーン
- 全労済
- MAZDA「デミオ」
- 松下電器
- 日本マクドナルド
- リクルート「ゼクシィ」
- アキュラホーム
- CASIO「G'zOne」「EXLIM」

### 舞台
- 演劇ユニット キャットミント隊 第11回公演「人魚外伝〜Anecdote of Mermaid〜」（2016年9月15日 - 19日、シアターサンモール）[3]

### その他
- エクソンモービル「nanacoカード」WEB VP

## 雑誌
- mini
- an・an
- relax
- Vita
- street Jack
- Ollie girls
- SEDA
- P-dox
- RIDE
- Soup.